# سشل
شهر سشل (به فرانسوی: Schelle) در شهرستان آنتوئر در استان آنتوئر در منطقه فلاندری در کشور بلژیک واقع شده‌است.